# Torpsen
Torpsen (ook: Torptsen, Dorpsenn, Torpen, Torperen, Torpsum, Turphum, Torpsummer of Turschum) is een niet meer bestaande middeleeuwse nederzetting in het Dollardgebied. Het gebied stond in de 19e eeuw bekend als het Achterhamrik, dat grotendeels tot Finsterwolderhamrik, deels tot Nieuw-Beerta werd gerekend.
Torpsen behoorde tot het landschap Reiderland en/of het Oldambt in het bisdom Münster. De plaats is ten onder gegaan door stormvloeden en overstromingen. De precieze locatie van Torpsen is niet met zekerheid bekend, maar zal hebben gelegen in het oosten van Finsterwolderhamrik, waar het toponiem nog in de negentiende eeuw bekend was. De naam valt mogelijk uit te leggen als een meervoudsvorm van 'dorp'. Het viel grotendeels onder het verdronken kerspel Megenham.
Torpsen wordt genoemd in verdragen uit 1391 en 1420 onder de namen Torptsen en Dorpsenn. In een verdrag uit 1636 tussen de kerspelen Winschoten, Beerta en Blijham wordt gesproken over het leggen van een nieuwe Beersterzijl bij Torpsen. De zogeheten Modderlanden werden in de achttiende en negentiende eeuw nog Torsen (of variaties daarop) genoemd. De uitspraak van de plaats zou plaatselijk verbasterd zijn tot Turksen. Finsterwolde stond in de negentiende eeuw bekend als Turkije, de inwoners als Turken.
Een bijkomstigheid is dat de landerijen te Finsterwolderhamrik ten oosten van de Bellingwolderzijl in 1828 de Turksche of Egyptische landen werden genoemd. Deze laatste naam was ontleend aan de Egypterdijk (1724). Het woord Egyptenaren zou op de aanwezigheid van Roma kunnen duiden. Volgens een negentiende-eeuwse sage zou ook de Museldijk te Finsterwolde zijn gebouwd door muselmannen die in de Tachtigjarige Oorlog krijgsgevangen waren gemaakt; een kaart uit 1687 spreekt echter over Musedijck ('muizendijk').
Langs de Egypterdijk stonden enkele boerderijtjes, later arbeidershuizen, die meest na 1900 zijn verplaatst naar Finsterwolderhamrik.
Stratingh en Venema maken een kanttekening bij de naam Torpsen. De nederzetting komt namelijk niet voor op een laat-vijftiende-eeuwse lijst van kerspelen in het bisdom Münster. Bovendien geven de verdragen uit 1391 en 1420 geen eenduidige plaatsbepaling. De grensrivier Tjamme zou volgens deze tekst komend uit de richting van Oost-Finsterwolde dóór Torpsen hebben gelopen, zodat deze nederzetting aan beide zijden van de grens tussen Reiderland en het Oldambt moet hebben gelegen. Mogelijk heeft men onder Torpsen twee naburige buurtschapjes langs de Tjamme verstaan, de een ter hoogte van de Binnenlanden onder Nieuw-Beerta (Wynedaham), de ander in het verlengde van Veenhuizen of Finsterwolderhamrik (Megenham). Op de vlucht voor de uitbreiding van de Dollard en de inklinking van het veen zijn bewoners wellicht van twee kanten bij de oevers van de Tjamme terechtgekomen. 

## Trivia
- Torpsum is een boerderij in de Reiderwolderpolder (Reiderwolderpolder 18).